# 暈炫風暴
《暈炫風暴》（英語："Blackout"）是美國歌手布蘭妮·斯皮爾斯的第五張錄音室專輯，於2007年10月25日由Jive唱片發行。專輯從製作到發行都正處於斯皮爾斯的個人困境被廣泛報導的時候，作品的關注度也因而遭到這些報導掩蓋。斯皮爾斯首次擔任專輯執行製作人，並與丹賈、超害羞&前衛、肖恩·加勒特、海王星等不同製作人一起製作專輯，這也是斯皮爾斯至今唯一一張擔任執行製作人的專輯。專輯是一張受歐陸的士高與Dubstep元素影響的流行舞曲與電子流行作品，而歌詞主題則圍繞著愛情、名氣、媒體監視、性愛以及夜場享樂。
專輯原訂在2007年11月13日發行，但在線上外洩後匆匆提早發行。專輯發行後獲得當時音樂評論家兩極分化的評價，部分評論家將其形容為斯皮爾斯至此最進步和最具統一性的專輯，其他評論家則因為斯皮爾斯具爭議的公眾形象而批評作品。專輯原先被預測能空降美國Billboard 200排行榜冠軍，但最終因為《告示牌》在最後一刻更改榜單規則而以290,000張首週銷量空降榜單亞軍，成為斯皮爾斯首張未能空降冠軍的錄音室專輯。專輯其後獲美國唱片業協會認證為白金唱片。專輯贏得《2008年MTV歐洲音樂大獎》的年度最佳專輯。截至2008年年底，專輯已經在全球範圍售出超過310萬張，但與她過往作品相比仍然為商業上的顯著退步。
《暈炫風暴》一共衍生出三支單曲。〈再危險...我也要〉最高登上美國《Billboard》 Hot 100榜第3位，成為她僅次於〈愛的初告白〉（1998年）後最高排名的單曲，並打進美國以外16個國家單曲榜前10位。〈破碎的我〉最高登上《Billboard》 Hot 100榜第18位，但比起前一支單曲獲得更成功的國際商業成績。歌曲的音樂錄影帶為斯皮爾斯贏得個人首項《MTV音樂錄影帶大獎》獎項，在2008年的頒獎禮贏得年度音樂錄影帶、最佳女歌手音樂錄影帶和最佳流行音樂錄影帶。〈打破僵局〉獲得相對遜色的商業成績，在《Billboard》 Hot 100榜最高僅登上第43位。〈愛情雷達〉原訂為專輯的第四支單曲，但其後改為再次收錄在斯皮爾斯下一張專輯《妮裳馬戲團》，並在2009年6月作為專輯的第四支兼最後一支單曲發行。
有別於過往的專輯，斯皮爾斯未有大力宣傳《暈炫風暴》，唯一一場電視演出為在《2007年MTV音樂錄影帶大獎》上遭大力評擊的〈再危險...我也要〉表演。然而她在其後舉行的多場演唱會上演唱了多首專輯歌曲，包括在《妮裳馬戲團巡迴演唱會》（2009年）以及駐唱演出《布蘭妮：破碎的我》（2013年－2017年）。專輯其後獲得高度讚譽的回顧性評論，包括被認為是斯皮爾斯職業生涯的亮點、對其後的2010年代流行音樂產生顯著影響，以及將電子流行和前衛的士高曲風帶入主流。由於其廣大影響力，《暈炫風暴》被稱為「流行聖經」，以及被多家出版物列為有史以來最好的專輯之一。

## 背景與發展

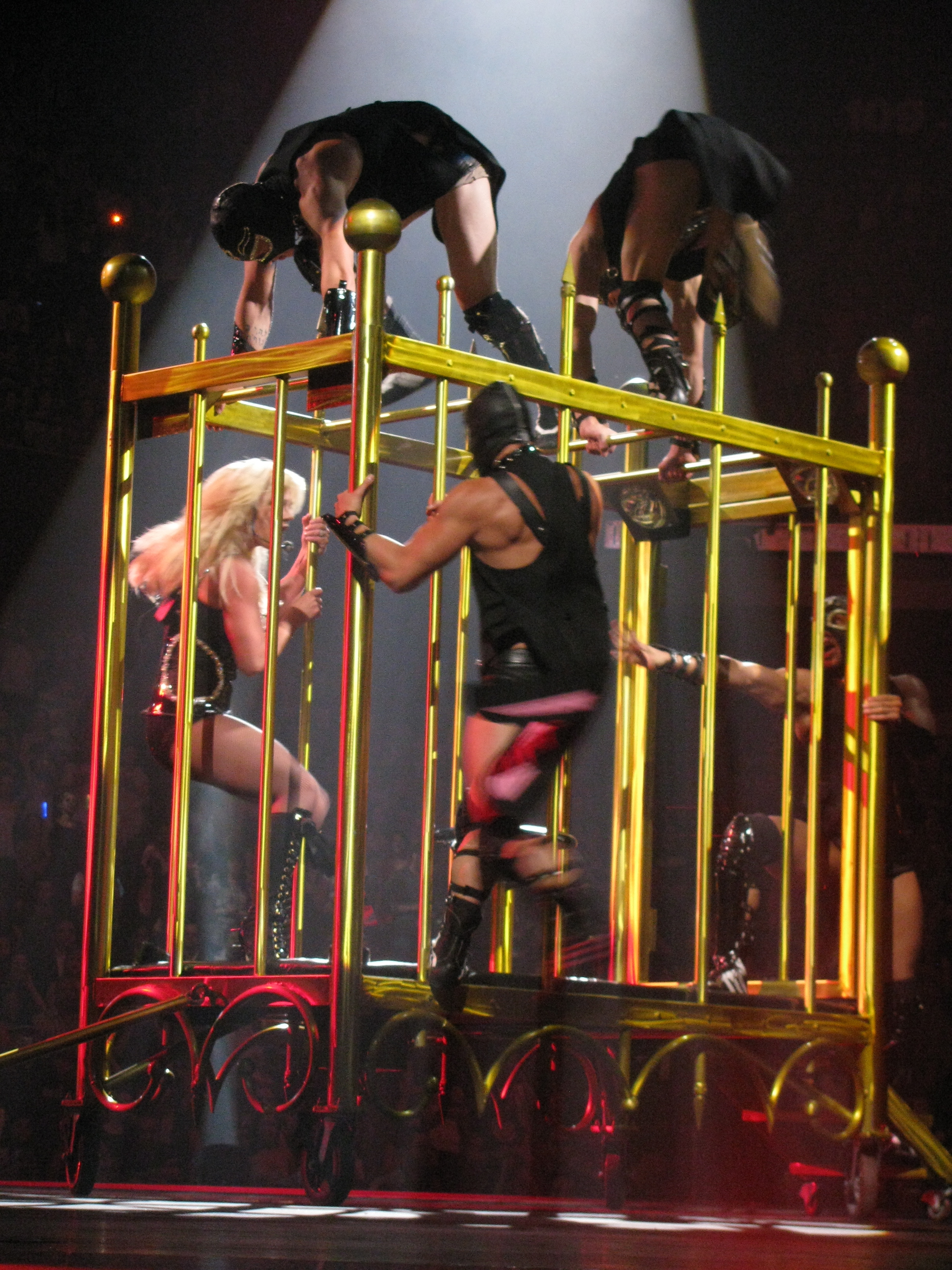
斯皮爾斯在2009年5月2日的《妮裳馬戲團巡迴演唱會》上演唱〈破碎的我〉

2003年11月，斯皮爾斯在宣傳第四張錄音室專輯《流行禁區》期間告訴《娛樂周刊》自己已經在為第五張錄音室專輯創作歌曲，並希望在2004年開創自己的音樂廠牌。亨里克·莊伯克其後確認自己在《黑瑪瑙巡迴演唱會》（2004年）的歐洲階段期間與她一起創作歌曲，表示他們「在巡演期間的巴士和飯店房間裡（創作）」。與凯文·费德林結婚後，斯皮爾斯在2004年10月通過個人官方網站發表公開信，宣布她要「暫時休息一段時間以享受生活」。然而她在12月30日突然現身洛杉磯的KIIS-FM電台現場，首播了一首名為〈蒙娜麗莎〉的中板新曲粗略混音。斯皮爾斯在巡演期間與她的樂隊現場錄製了這首歌曲，並將其獻給所有「傳奇和偶像」。歌詞哀悼了蒙娜麗莎的殞落，稱她為「難以忘懷」和「難以預測」，並告誡聽眾不要「崩潰」。她還透露，她希望這首歌成為她即將發行的專輯主打單曲，而專輯暫名為《The Original Doll》（原始娃娃），並希望發行時間為「大概在（2005年）夏季之前，甚至還要更早」。斯皮爾斯在1月於個人網站上發表了另一封公開信，表示：

「我想我應該重新表達在之前那些信件提到有關『休息』的意思。我是指要從別人告知自己所做的事情休息...看著那些無法分清是在工作還是玩樂的人很有意思，因為（這兩件事）對他們來說都是一樣的。最近我在工作上做的事情非常有趣，因為這對我來說已經不再像是工作了。我在管理和業務方面更加「親力親為」，感覺比以往更有掌控力」。

Jive唱片的代表表示，儘管斯皮爾斯正在錄音室工作，但「目前沒有計劃發行專輯」，並「沒有將〈蒙羅麗莎〉派台的計劃」。〈蒙羅麗莎〉其後收錄在DVD《布蘭妮與凯文：混亂天堂》（2005年）的附贈CD發行，歌曲經過重新錄製並修改了歌詞。斯皮爾斯於9月14日誕下長子兒子肖恩·普萊斯頓。在2006年2月接受《人物》訪問時，斯皮爾斯表示自己渴望重返事業，指自己想念「旅行（...）在路上，看到不同的地方，與舞者在一起找樂子。站在舞台上的感覺，知道這是你最好的表現－我就愛那樣。我需要休息。我需要再次感到飢渴」。當被問及她下一張專輯時，她表示自己一直在家中的錄音室中與現場音樂家進行實驗，精簡自己的聲音並彈奏鋼琴。斯皮爾斯希望這張專輯能夠展現她的路易斯安那州根源，解釋自己一直聽著藍調長大。她說：「小時候，我會聆聽著自己（...）但當唱片公司簽下你，你便只能感激能夠有一首熱門歌曲。你無法真正展示出自己的聲音和起源。我想嘗試將更多的那種聲音融入其中。我不是說自己要像蒂娜·特納那樣誇張。但誰知道呢？」。她還表示她希望這張專輯能夠為目前流行界注入新的活力，補充說：」這太無聊了。沒甚麼能讓我驚艷」。
5月9日，斯皮爾斯宣布她懷孕了第二個孩子。幾天後，J.R.·羅滕和肖恩·加勒特等製作人告訴MTV新聞他們正在和斯皮爾斯合作。9月12日，斯皮爾斯誕下次子傑登·詹姆斯。2006年11月，她向費德林提出離婚申請，理由是無法調和的分歧，他們在2007年7月正式離婚，當時二人達成整體和解協議，同意共同監護兩個兒子。離婚期間，她的派對生活和公眾行為引起了全球媒體的關注。與斯皮爾斯非常親近的姨母桑德拉·布里奇斯在1月因卵巢癌去世。斯皮爾斯在2月經歷精神崩潰並剃光頭髮，這引起了媒體的密切關注。為此，她先後在加利福尼亞州馬里布的承諾治療中心接受了兩次治療。她的經紀人拉里·魯道夫在3月20日發表聲明，表示她已經「成功完成療程」。5月，她在美國的藍調之屋場地舉辦了一系列宣傳演唱會，名為《M+M之巡迴演唱會》。

## 錄音與製作
斯皮爾斯在《暈炫風暴》中擔任執行製作人，而這張專輯仍然是唯一一張由她擔任執行製作人的專輯。根據斯皮爾斯的代表所說，這張專輯於2006年正式展開錄製。斯皮爾斯於3月在拉斯維加斯與J.R.·羅滕初次見面，在聽過蕾哈娜的〈求救訊號〉後，她讓羅滕參與這張專輯的製作。他們一起創作和錄製了四首歌曲，其中包括最初打算提供給蕾哈娜和花豹少女隊的〈Everybody〉。她在7月開始與丹賈合作，丹賈亦聯繫凯莉·希尔森、吉姆·比茨和科爾特·艾利斯等詞曲作家一起工作。這個團隊為斯皮爾斯寫了七首歌曲，包括〈再危險...我也要〉、〈打破僵局〉、〈赤裸（我有個計劃）〉、〈如冰似火〉、〈完美情人〉、〈Outta This World〉和〈Get Back〉。丹賈表示創作的起步過程並不困難，因為他「可以自由地做自己想做的事情」，而「如果她認同它的話，便會跟著加入。如果她沒有感受到，你會從她的表情中看出來」。希尔森在丹賈給自己播放伴奏後，她便為斯皮爾斯創作出〈再危險...我也要〉，她說：「我開始唱，『Give me, Give me』，然後加入了更多的部分，只是在玩樂與胡鬧著。8月，斯皮爾斯在懷著八個月身孕時與他們在拉斯維加斯的棕櫚樹錄音室開始錄製。斯皮爾斯在誕下兒子三週後，便繼續在她在洛杉磯的家中錄音。希尔森表示：「她付出了150%的努力。（...）我不知道還有哪個母親會這樣做」。儘管她的私生活出現很多狀況，丹賈補充指：「就工作態度而言，我沒有看到其他人能像她那樣全力以赴，去做自己該做的事情」。關於專輯的音樂風格，他認為它更加宏大、更加成熟，是一個「全新的布蘭妮」，解釋說：「我來自嘻哈音樂，所以它是以嘻哈為底蘊，但我也加入了其他元素」。
參與〈人間天堂〉的製作的凱拉·狄奧果笛亦同時與懷孕的斯皮爾斯共同創作兼製作出〈喔喔寶貝〉。狄奧果笛表示斯皮爾斯「非常努力工作」，並稱她為「不可阻擋」。羅滕在9月告訴MTV新聞，自己和斯皮爾斯試圖創新當時電台播放的歌曲風格，並以妮莉·費塔朵的〈愛趴〉作為例子。斯皮爾斯在11月7日提交與費德林的離婚申請，其後在翌日便與離合器的以西結·劉易斯和帕特里克·M·史密斯兩合成員一起在紐約市的索尼音樂錄音室錄製〈愛情雷達〉。劉易斯很久以前便想與她合作，並積極為她製作出能夠「幫助她的項目成為一個偉大的回歸項目」的作品。史密斯表示團隊試圖創作出「我們熟悉和喜愛的布蘭妮·斯皮爾斯」的作品，並且沒有「涉及她所處於的所有問題」。兩人均提到儘管斯皮爾斯在錄音會議遲到，但她的效率和專業水平使自己意料不及，劉易斯補充說：「真是太瘋狂了，她很好地接受指導。（...）我不知道自己當時有著甚麼期望，因為我們在她向凱文（·費德林）提出離婚申請的第二天去錄製這首歌」。
〈人間天堂〉由妮可·莫里耶，以及Freescha的兩位成員尼克·亨廷頓與邁克爾·麥克格羅蒂共同創作。雖然莫里耶過往曾與格萊格·科爾斯汀以及其他藝人合作寫歌，但直到她創作了〈人間天堂〉，她才感覺到真正找到自己的風格，並形容這首歌是「非常誠實的歌曲」。她將這首歌播放給自己的音樂出版商後，便一起與斯皮爾斯和其執行A&R特蕾莎·拉巴貝拉·懷特斯會面，而他們二人都非常喜歡這首歌。莫里耶形容〈人間天堂〉是改變自己職業生涯的歌曲。參與創作〈如冰似火〉的提潘於2007年2月與斯皮爾斯在錄音室共同工作，並表示在他們錄製好的三首歌曲之中，其中一首僅花了一小時便完成錄製。他說：「（我）以為她會坐在沙發上吃多力多滋或者玉米片之類的（...）但她走進來，握了我的手，給了我一個擁抱，然後直接進入了錄音室。她進去後便投入錄音」。超害羞&前衛的兩位成員克里斯蒂安·卡爾森和彭圖斯·溫伯格均在2006年底參與〈愛情雷達〉、〈怪物秀〉和〈玩具大兵〉的創作與製作。雖然本身認為已經完成專輯，但拉巴貝拉·懷特斯說服他們製作一首新歌。溫伯格表示自作為賈斯汀·提姆布萊克〈為我流淚〉回應曲的〈Sweet Dreams My LA Ex〉被Jive唱片拒絕後，便一直存在著不能創作有關斯皮爾斯私生活的不成文規定。然而他們仍然與克拉斯·阿隆德一起創作出〈破碎的我〉，以回應批評斯皮爾斯的人，並將它傳給斯皮爾斯，而她則「很喜歡它」。溫伯格表示：「我們知道這首歌打破了我們的所有規則（...）她來到錄音室時非常興奮，並在車上就已經把歌詞背熟了，只花了半小時便錄製好歌曲」。在專輯發行之前，拉巴貝拉·懷特斯告訴MTV新聞：「（這張專輯）展示了她作為表演者的成長（...）她對歌曲和最終成果非常投入。她的魔力使這些歌曲成為它們的樣子」。斯科特·斯托奇、卢克博士、尼歐均曾參與專輯工作，但最後未有收錄他們的作品。

## 音樂與歌詞
丹賈表示斯皮爾斯的目標是製作一張有趣、適合跳舞的專輯，其中包含節奏明快、高能量的音樂，他說：「她希望盡量避免變得私人化。這是一張有趣、基本的專輯，而且沒有任何問題。它是關於感到愉快，慶祝作為女性」。專輯最終成為一張帶有節奏藍調元素的流行舞曲、電子流行、鐵克諾和前衛的士高專輯。專輯以主打單曲〈再危險...我也要〉開始，這是一首流行舞曲和電子流行歌曲。歌曲以一句「這是布蘭妮，惡女」的讀白前奏作開始。歌詞表面上是關於舞蹈和性愛，但實際上是關於媒體對她私生活的著迷，如歌詞中提到的「當我們在跳舞的時候，相機在閃爍／他們一直在看，他們一直在看」。第二首歌曲兼第二支單曲〈破碎的我〉有著緩拍的舞曲節拍，並將聲樂處理至失真以造成分裂的音效，使很難分辨出斯皮爾斯的聲音。歌曲講述了關於名流的事情，歌詞則有如撰寫傳記般重新說出她的過錯，而她亦以近乎口語般的方式演唱。第三首歌曲〈愛情雷達〉是一首電子流行與歐陸的士高歌曲，當中使用失真的合成器聲音來模擬聲納脈衝，做法獲以軟細胞樂團的〈Tainted Love〉（1981年）相比。在歌詞中，斯皮爾斯讓對象知道他已經出現在自己的雷達上，並同時列舉出這個男人所具有的特質。
第四首歌曲兼第三支單曲〈打破僵局〉以斯皮爾斯唱出的「已經有好一陣子了／我知道我不該讓你久等／但是我現在在這裡了」作開始。歌曲包括合唱部分，並由凯莉·希尔森提供背景和聲，使它聽起來就像二重唱一樣。希尔森解釋這首歌講述的是「兩個人，一個女孩和一個男孩，（...）女孩在說：『你有點冷淡。讓我來為你增溫並打破僵局』」。在副歌結束後，歌曲的橋段以斯皮爾斯說出「我喜歡這部分」作開始，以模仿〈下流〉（1986年）裡的珍妮·杰克逊。專輯的第五首歌曲〈人間天堂〉是一首受新浪潮影響的歐陸的士高歌曲。歌曲受唐娜·桑默的〈I Feel Love〉（1977年）啟發，歌曲中有三個演唱部分在節奏中進行。妮可·莫里耶表示這首歌是從一個非常黑暗的位置創作的，她說：「我在想著某個人，認為他們是如此完美，而我自己卻不完美至此。（...）我認為觸動人心的是，這首歌是來自一個真正感覺需要這個人來感到安全和快樂的人」。在歌曲發行的時候，斯皮爾斯曾表示這是她在《暈炫風暴》中最喜歡的歌曲。〈赤裸（我有個計劃）〉是一首以性愛為主題的快板歌曲。這是一首由斯皮爾斯與丹賈二重唱的歌曲，丹賈以聽起來顯得衰弱的失真聲音唱出副歌。斯皮爾斯則使用各種喘息聲、嘆息和反覆吟唱的手法演唱，而她的聲音也同樣被扭曲了。〈怪物秀〉以Dubstep的「搖擺」效果建構而成。斯皮爾斯在歌詞中唱出跳舞和身處聚光燈下的感受，包括「讓其他辣妹嫉妒憤怒／我要使勁搖擺我的翹臀／立即擄獲男孩的心」。在橋段部分，她的聲音音調被降得低沉，使她起來像男聲一樣。在《暈炫風暴》發行近十年後，斯皮爾斯指〈怪物秀〉是其中一首自己最喜歡的非單曲歌曲，形容它「時髦」。
第八首歌曲〈玩具大兵〉是一首輕快的舞曲流行歌曲，讓人聯想起天命真女的〈無法喘息〉（2004年），歌曲以軍樂鼓聲為特色，而斯皮爾斯則唱出需要一個新情人的渴求。在〈如冰似火〉中，她以較高的音域唱著：「我僅僅是一個讓男人神魂顛倒的女孩／讓他叫我『媽媽』／讓他成為我的寶貝」。〈喔喔寶貝〉使用了弗拉明戈吉他作伴奏，並融合了保羅·雷溫的〈Rock and Roll〉（1972年）節拍和海龜樂隊的〈Happy Together〉（1967年）旋律。在歌詞中，她向情人唱出「觸摸我便讓我活過來，我能感受你在我的唇上，我能感受到你深入我」。凱拉·狄奧果笛表示，她在錄音室受到斯皮爾斯與她長子之間的關係啟發，她說：「我會看著他們兩個，看他們互相凝視的方式，看她抱著寶寶的方式。這讓我感到有趣。有時候這首歌會是關於一個孩子，有時候是關於一個愛人」。〈完美情人〉以具推進感的響亮肚皮舞節拍為特色，而斯皮爾斯則唱出「滴答／滴答／趁我灸熱的時候來得到我吧」。《暈炫風暴》的標準版以〈憂傷止步〉結束，這是一首向她前夫凯文·费德林直接表達情感的中板歌曲。附贈曲〈Outta This World〉是一首電音放克風格的中板歌曲，而斯皮爾斯則在歌曲向情人唱出浪漫的歌詞：「我一直在唱著關於你的宇宙，那裡將永遠有關於你的主歌」。〈Everybody〉取樣自由安妮·蓝妮克丝和戴維·斯圖爾特創作的〈Sweet Dreams (Are Made of This)〉（1983年），而斯皮爾斯則在歌曲以較低沉的气声唱出舞池上的情境。〈Get Back〉是一首音調黑暗的快板舞曲，被形容為「詭異而時髦」。

## 標題與包裝
2007年6月，斯皮爾斯在官方網站上發布了一則消息，徵求為自己的第五張錄音室專輯命名。當中的選項包括《OMG Is Like Lindsay Lohan Like Okay Like》、《What If the Joke Is on You》、《Down Boy》、《Integrity》與《Dignity》等名稱。10月6日，Jive唱片以新聞稿宣布專輯將被命名為《Blackout》，名稱的意思為「封鎖負面情緒，全心抱擁生活」。專輯封面和內頁照片均由埃倫·馮·昂沃絲攝影。Jive唱片在10月12日同時公布專輯的封面與歌曲列表。封面的斯皮爾斯留著黑色頭髮，穿著粉色連衣裙和頭戴白色禮帽；而實體CD背面的她則穿著藍色連衣裙。專輯的封面獲得負面評價。專輯的內頁包括空椅子與被撕碎的小報頁面照片，以及〈再危險...我也要〉音樂錄影帶的定鏡照片。有別於過往的專輯，這張專輯的內頁沒有寫上致謝名單。
《暈炫風暴》的插頁印刷著斯皮爾斯與一名牧師在告解室內以挑逗姿勢拍攝的照片。在第一張照片中，帶上十字架和穿著網襪的斯皮爾斯坐在牧師的膝上，在第二張照片中，她在告解室的隔板上挑逗地倚靠著，而牧師則坐在隔板的另一側。專輯發行後，全美天主教聯盟的傳訊總監基拉·麥卡弗里表示，該組織認為這些照片是專輯宣傳的「廉價宣傳噱頭」，並譴責斯皮爾斯「嘲弄天主教的聖禮」。麥卡弗里補充說：「我們所看到的只是這個女孩現在有多麼困擾，尤其是關於她的家庭、失去孩子和職業生涯的下滑。現在她發布了這張專輯，這就是她宣傳的策略嗎？」。MTV的吉爾·考夫曼表示這些照片讓人聯想到麥當娜〈宛如祈禱者〉（1989年）的音樂錄影帶。

## 發行與宣傳

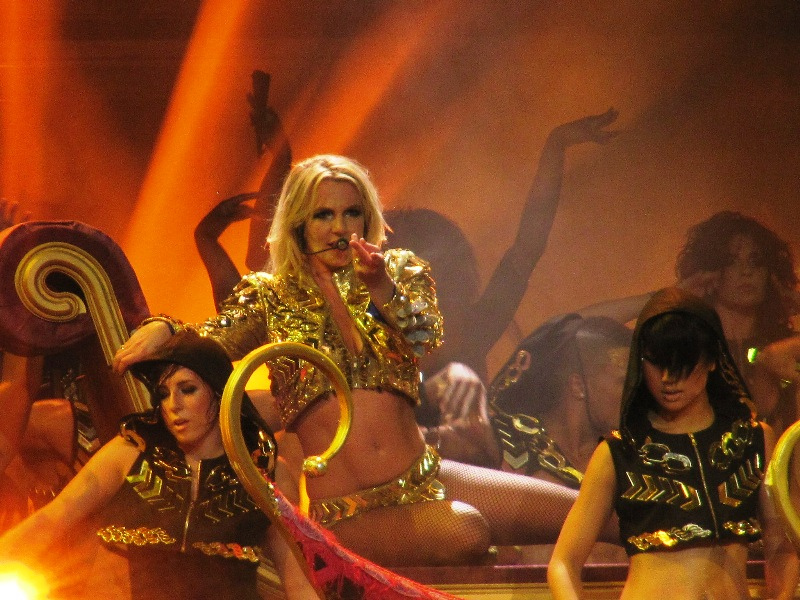
斯皮爾斯在2011年的《蛇蠍美人巡迴演唱會》演唱〈再危險...我也要〉

經過媒體的數日猜測後，MTV在2007年9月6日確認斯皮爾斯將於同年9月9日在棕櫚賭場度假村的珍珠音樂劇院舉行的《2007年MTV音樂錄影帶大獎》上進行開場表演。MTV亦同時宣布她將表演〈再危險...我也要〉，而魔術師克里斯·安吉尔亦會加入在演出部分表演魔術。然而，據稱魔術表演的部分在最後一刻被節目組拒絕。正式表演開始時，布蘭妮唱出了埃爾維斯·皮禮士利1958年的歌曲〈Trouble〉前幾句。然後她開始演唱〈再危險...我也要〉，當鏡頭拉遠後，便顯示出她穿著黑色鑲寶石的比基尼和黑色靴子的模樣。她身邊有男性和女性舞者穿著黑色服裝。而幾個钢管舞舞者則在較小的舞台上圍繞觀眾跳舞。這場表演獲得評論家的一致劣評。《纽约时报》的傑夫·利茲表示「沒人準備好面對週日晚上的慘劇，懶散的斯皮爾斯小姐只是跟著舞步搖晃，並偶爾跟著歌詞動嘴，連假唱她的新單曲都沒心情」。《多倫多星報》的維奈·梅農評論說：「（斯皮爾斯）看起來完全恍惚。她的表情就像被龍捲風帶到棕櫚賭場度假村的人，然後風暴迅速過去，帶走她的衣服和目標感。（...）（她在）笨拙地、慢動作地移動，彷彿有人在她的流鶯長靴裡倒進水泥」。英国广播公司的大衛·威利斯表示她的表演將「成為《MTV音樂錄影帶大獎》史上最差的表演之一」。
《暈炫風暴》原定於11月13日發行。然而由於未經授權的外洩，Jive唱片於10月10日宣布將發行日期提前兩週至10月30日。鬆巴廠牌集團在翌日向佩雷斯·希爾頓提出訴訟，指控他非法獲取並在個人八卦博客上發佈至少十首專輯歌曲和未完成的樣本歌曲。鬆巴的代表聲稱這些帖文都是在過去三個月內發布，並要求實際兼懲罰性賠償以及诉讼费。2009年6月30日，雙方提交了一份撤訴的協議，根據一項未公開的庭外和解協議。一個月後，美国联邦地区法院的法官以權利受損為理由駁回了該案件。有別於斯皮爾斯以往的錄音室專輯宣傳，《暈炫風暴》並未通過雜誌訪談、脫口秀節目或電視表演進行大力宣傳，僅在《2007年MTV音樂錄影帶大獎》上帶來表演，也沒有相關的巡迴演唱會。2007年10月27日，MTV推出了「布蘭妮·斯皮爾斯想要破碎的你」比賽，歌迷可以使用斯皮爾斯的訪談和表演片段為〈破碎的我〉執導一部不同的音樂錄影帶。他們可以使用MTV的錄影帶重混器，結合和創建這些混搭片段。MTV、Jive唱片和斯皮爾斯本人選出了比賽的優勝者，而獲勝錄影帶則於12月20日在《互動全方位》上首播。優勝者能獲得一部海爾伊維薩狂想曲播放器、狂想曲的一年訂閱服務，以及斯皮爾斯在美國發行的全部唱片。

## 發行單曲
〈再危險...我也要〉於2007年8月31日作為《暈炫風暴》的主打單曲發行，並獲得廣泛好評。它在美國《Billboard》 Hot 100榜上最高登上第3位，成為她的第五首打進前10位的單曲，也是當時她榜單排名第二高的單曲，僅次於她的首支冠軍單曲〈愛的初告白〉（1998年）。歌曲也成功登上Canadian Hot 100榜冠軍，並打進澳洲、比利時、巴西、克羅地亞、丹麥、法國、愛爾蘭、義大利、挪威、瑞典、瑞士、烏克蘭和英國等國單曲榜前5位。歌曲的音樂錄影帶由傑克·薩法蒂拍攝，並在10月5日首播。這部音樂錄影帶展示斯皮爾斯作為脫衣舞孃的形象，並有別於她過往以大量舞蹈場面組成的音樂錄影帶。錄影帶獲得評論家偏向負面的評價，批評斯皮爾斯的鋼管舞技巧以及錄影帶本身缺乏劇情。
〈破碎的我〉於2007年11月27日作為《暈炫風暴》的第二支單曲發行。評論家給予歌曲正面評價，包括讚揚它的製作和挑釁性歌詞，並將其列為專輯中的亮點之一。《滾石》將這首歌評為2007年100首最佳歌曲的第15名。歌曲發行後登上愛爾蘭單曲榜冠軍，並打進澳洲、奧地利、加拿大、獨立國家聯合體、丹麥、芬蘭、法國、德國、紐西蘭、斯洛伐克、瑞典和英國等單曲榜前10位。在美國，歌曲成為斯皮爾斯的第四支Dance Club Songs榜冠軍單曲，並最高登上《Billboard》 Hot 100榜第18位。歌曲的音樂錄影帶由韋恩·艾沙姆執導，描繪出斯皮爾斯當時的生活，展示她與其他朋友透過偽裝自己以混淆狗仔隊。艾沙姆的概念是讓斯皮爾斯自信地模仿自己的處境。錄影帶獲得評論家褒貶不一的評價，其中多數為批評她的身型經過電腦修飾。錄影帶在《2008年MTV音樂錄影帶大獎》上獲得了三個提名，包括年度音樂錄影帶、最佳女歌手音樂錄影帶和最佳流行音樂錄影帶，最後贏得所有提名獎項，這是她首次獲得《MTV音樂錄影帶大獎》的獎項。
〈打破僵局〉於2008年3月3日作為《暈炫風暴》第三支兼最後一支單曲發行。這首歌受到了評論家的讚譽，當中部分評論家稱其為專輯的亮點。歌曲打進加拿大、芬蘭和愛爾蘭單曲榜前10位，並打進其他大多數國家單曲榜的前40位。在美國，歌曲最高僅登上《Billboard》 Hot 100榜第43位，但成為斯皮爾斯連續第三支Dance Club Songs榜冠軍單曲。歌曲的音樂錄影帶由羅伯特·海爾斯羅伯特·霍爾斯執導，於3月12日首播。這部動畫錄影帶是基於斯皮爾斯〈中你的毒〉（2004年）音樂錄影帶中的超級女英雄角色，她在錄影帶中摧毀一個高度安全的實驗室，以及包括自己在內的幾個克隆。
根據離合器的以西結·劉易斯說法，〈愛情雷達〉原本計劃作為《暈炫風暴》的第三支單曲發行。然而〈打破僵局〉其後被選為第三支單曲，因此〈愛情雷達〉則改為第四支單曲預定發行。在正式發行之前，〈愛情雷達〉已經率先登上獨立國家聯合體、紐西蘭和瑞典的單曲榜，甚至打進瑞典單曲榜前10位。然而由於斯皮爾斯開始錄製個人第六張錄音室專輯《妮裳馬戲團》（2008年），〈愛情雷達〉的發行計劃再次被延遲。歌曲最終作為附贈曲收錄在《妮裳馬戲團》，並在2009年6月22日作為專輯的第四支兼最後一支單曲發行。歌曲最高登上美國《Billboard》 Hot 100榜第88位，成為斯皮爾斯當時在美國最低排名的單曲。

## 專業評價
| 綜合得分                  | 綜合得分 |
| 來源                      | 評分     |
| ------------------------- | -------- |
|                           | 61/100   |
| 評論得分                  |          |
| 來源                      | 評分     |
| AllMusic                  | [ 36 ]   |
| 《影音俱樂部》            | B+       |
| 《攪拌機》                | [ 37 ]   |
| 《娱乐周刊》              | B+       |
| 《衛報》                  | [ 48 ]   |
| 《MSN音樂》（消費者指南） | B+       |
| 《新音乐快递》            | 4/10     |
| 《滾石》                  | [ 51 ]   |
| 《偏锋杂志》              | [ 96 ]   |
| 《衛星音樂》              | 4/5      |

《暈炫風暴》在發行前後獲得褒貶不一的音樂評價。Metacritic對主流樂評家的評論進行了標準化評分，根據24則評論給予專輯61分的平均分（滿分100分）。AllMusic的資深編輯史蒂芬·托馬斯·艾爾維恩形容專輯為「最先進的舞曲流行音樂，證明出製作人的能力，甚至可能也證明出布蘭妮即使本身不在最好的狀態，但也從某種程度意識到自己應該起用最好的製作人」。《攪拌機》的丹尼斯·利姆認為這是「她最一致的（專輯），一張充滿明亮、大膽電子流行音樂的無縫娛樂合集」。《娱乐周刊》的瑪歌·沃森表示雖然這張專輯不是詩集，「但《暈炫風暴》帶有一種令人愉悅的逃避感，是一張完美適用的舞曲專輯，充滿支撐著她最熱門歌曲的跳躍電子元素」。《新音乐快递》的評論家表示過度處理的聲樂使斯皮爾斯聽起來像機械人，並補充說：「它可能需要多一點人性化的觸感」。《Pitchfork》的湯姆·尤因稱〈赤裸（我有個計劃）〉是《暈炫風暴》最吸引的部分，並稱這張專輯為「出色的現代流行音樂，並可能只可以由身處此刻的這位明星發行。布蘭妮作為行走的災難，能夠供記者寫出令人注目的醜聞，而她的專輯也能夠融入其中，只要隨你所想」。尤因還將斯皮爾斯和專輯與美國電視劇《雙峰》進行比較，稱「這部劇的偉大之處不在於主角的乖女孩變壞故事，而是這個故事所帶來的奇怪感覺。而布蘭妮的私生活既是這張非凡專輯的干擾，也是它的推動力」。
《PopMatters》的邁克·席勒給予較負面的評價，表示：「從它極其炫目的封面到整張專輯，《暈炫風暴》都是完全即棄而終會被遺忘」。《滾石》的梅麗莎·馬斯解釋說，這張專輯「是她職業生涯中第一次真實表達對自己生活的想法」，而且「她將製作最好的性感流行歌曲，直至社工切斷她的熱門歌曲供應」。《偏锋杂志》的作者薩爾·琴奎馬尼將這張專輯與《流行禁區》進行了負面比較，表示：「儘管《暈炫風暴》成績不錯，而且它的性感程度異常高漲，但相比於2003年令人驚訝的強大作品《流行禁區》，（它）並不算是布蘭妮的一大進步，因為在《流行禁區》中，她在大多數歌曲都有貢獻創作（相比之下，這裡只有三首）」。《影音俱樂部》的安迪·巴塔利亞稱這張專輯「既是一個重要的事件，也是一個令人不安的異常行為，因為它被製造得極其神秘，發行時機也不適合得感覺怪誕」，其中「每首歌都明顯前衛而奇怪」。《衛報》的亞歷克西斯·彼得里迪斯稱其為「一張大膽而令人興奮的專輯：問題是，在八卦聲響的震耳欲聾下，是否有人能夠聽到其中的內容？」。他進一步說明，當面臨公眾形象的陷落時，一位藝人有兩個選擇：製作「回應你黃金時代（名聲尚好的時期）的音樂」，以「強調你的完全正常」，或者「不顧一切地冒險：考慮到你衰落的命運，冒一些音樂上的風險又有何損？」彼得里迪斯表示斯皮爾斯選擇了後者，結果「在很大程度上是極好的」。
《纽约时报》的凱萊法·桑尼指：「電子節拍與低音声部有多密集，斯皮爾斯的聲音就有多輕盈，正如專輯標題所揭示的一樣，整體情緒無悔而振奮」。桑尼補充指在這張專輯中，斯皮爾斯有著幽靈般的存在感，解釋說與她之前的專輯相比，「（她）在《暈炫風暴》中的表現驚人地低調（...）即使她被營銷為整潔規矩的米老鼠俱樂部成員，即使她在巡迴全國演唱時使用的麥克風很多時候只是當道具用，她身上存在著某種強烈的情感」。《觀察家報》的彼得·魯賓遜表示，斯皮爾斯「交出她職業生涯中最好的專輯，現代流行音樂的標準被提姆巴蘭的《超級驚選》和她的回歸專輯所提升」。《鳳凰期刊》的艾莉·迪安表示這張專輯「比起她自身的才華，可能更是對引導她完成這張專輯的A級製作人的才能致敬。但至少她夠聰明去接受那些指導」。在撰寫《MSN音樂》的消費者指南時，評論家羅伯特·克里斯特高給予這張專輯B+的評分，並說「從〈再危險...我也要〉的『這是布蘭妮，惡女』到〈破碎的我〉的年度最佳單曲聲效，從〈喔喔寶貝〉的『感受到你深入我』到〈完美情人〉的『觸碰我那裡』，這張專輯是純粹、刺激而人工的享樂」。
回顧性的評論均稱讚《暈炫風暴》對2000年代末和2010年代初音樂的強大影響。《滾石》的羅伯·薛菲德稱其為「現代流行音樂中最具影響力的專輯之一」。在2017年發布的一則回顧性評論中，《Dazed》的阿利姆·謝雷稱專輯為「近代最具創意的流行音樂專輯之一」，這張專輯「永遠證明（斯皮爾斯）的職業生涯遠不止於一場『笨拙的嬉鬧劇』」。謝雷還表示這張專輯「是流行文化歷史上一個危險時刻的成品，一個侵蝕自己過去的藝人和一班鍛造他們未來的製作人之間偶然共生的關係，最終取得了成果」。《告示牌》、《混音器雜誌》、《Nylon》與《Vice》等出版物均視《暈炫風暴》為斯皮爾斯職業生涯最出色的作品。2022年，《PopMatters》埃莉斯·蘇塔指專輯「在15年後仍然讓人感到無比新鮮」。

## 榮譽
| 年份   | 頒獎禮          | 獎項         | 對象         | 結果 | 來源            |
| ------ | --------------- | ------------ | ------------ | ---- | --------------- |
| 2008年 | NRJ音乐奖       | 年度國際專輯 | 《暈炫風暴》 | 獲獎 | [ 106 ]         |
| 2008年 | MTV歐洲音樂大獎 | 年度最佳專輯 | 《暈炫風暴》 | 獲獎 | [ 107 ] [ 108 ] |

| 年份   | 出版物               | 列表                     | 排名 | 來源    |
| ------ | -------------------- | ------------------------ | ---- | ------- |
| 2007年 | 《Billboard》        | 讀者之選：2007年10強專輯 | 1    | [ 109 ] |
| 2007年 | 《衛報》             | 2007年最佳專輯           | 17   | [ 110 ] |
| 2007年 | 《觀察家報》         | 2007年：50佳專輯         | 50   | [ 111 ] |
| 2007年 | 《滾石》             | 2007年50強專輯           | 50   | [ 112 ] |
| 2007年 | 《偏锋杂志》         | 2007年最強專輯           | –    | [ 113 ] |
| 2009年 | 《Rock's Backpages》 | 最佳專輯，2000年－2009年 | 5    | [ 114 ] |
| 2009年 | 《滾石》             | 十年讀者票選             | 7    | [ 115 ] |
| 2009年 | 《泰晤士报》         | 十年最佳流行專輯         | 5    | [ 116 ] |
| 2013年 | 《衛報》             | 撰文者最喜歡的500張專輯  | –    | [ 117 ] |
| 2019年 | 《衛報》             | 21世紀百佳專輯           | 39   | [ 118 ] |
| 2020年 | 《滾石》             | 滾石雜誌五百大專輯       | 441  | [ 40 ]  |

## 商業成績

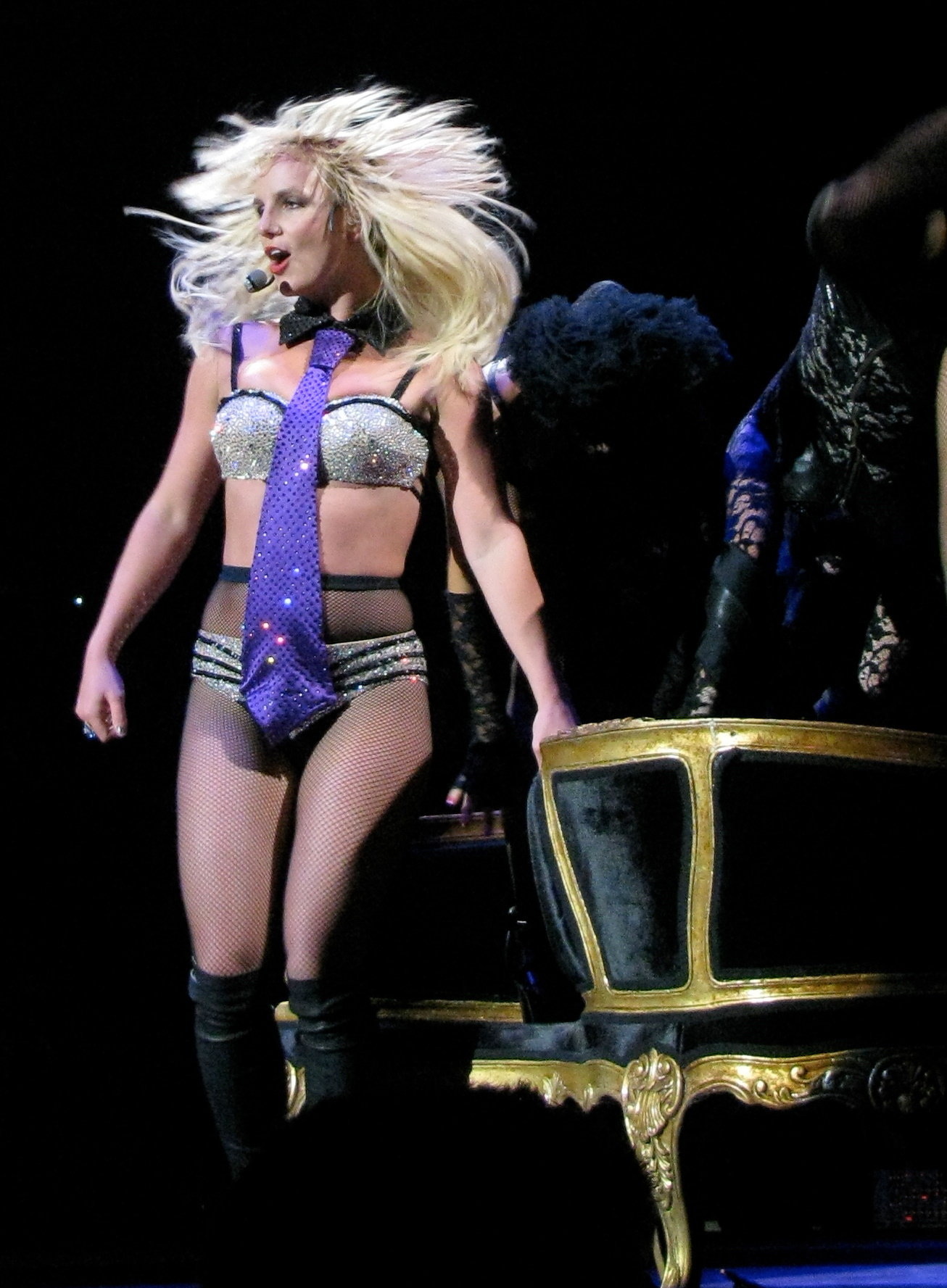
斯皮爾斯在2009年《妮裳馬戲團巡迴演唱會》演唱〈怪物秀〉

根據尼爾森銷量統計系統的資料，《暈炫風暴》發行首日在美國售出約124,000張。《Billboard》的傑西卡·萊特克曼將專輯銷量與卡麗·安德伍的《奇幻旅程》相比，該專輯在前一週以約49,000張的銷量取得冠軍，認為《暈炫風暴》可能會空降《Billboard》 200榜冠軍。2007年11月6日，《Billboard》表示即使老鷹的《远离伊甸园》的首週銷量大幅拋離斯皮爾斯，但由於僅在一家零售商（沃尔玛）獨家發行的情況下，使專輯未能符合進入《Billboard》 200榜的規則。同日下午，沃尔玛發表新聞稿，宣布《远离伊甸园》的銷量達到約711,000張。同日晚上，《Billboard》在Billboard.biz上發表文章，表示已經與尼爾森銷量統計系統達成協議，允許僅在一家零售商獨家發行的專輯進入榜單，而此改動則在同週即時生效。因此《远离伊甸园》得以空降《Billboard》 200榜冠軍，而《暈炫風暴》則以約290,000張首週銷量空降榜單亞軍。它成為斯皮爾斯首張未能空降榜單冠軍的錄音室專輯，但卻打破當時女歌手的最高下載量紀錄。隨著《妮裳馬戲團》在2008年12月發行，《暈炫風暴》以約4,600張銷量重返榜單第198位，並總共在榜單逗留了34週。2015年3月，專輯在美國售出100萬張，獲美國唱片業協會認證為白金唱片。
在加拿大，《暈炫風暴》發行首週以約29,000張銷量空降Canadian Albums Chart冠軍，成為她自2001年的《布蘭妮》再次登上冠軍的專輯。專輯其後獲加拿大音乐协会認證為白金唱片，代表出貨量達到100,000張。在墨西哥，專輯在發行首週空降榜單第18位，並在第三週最高登上亞軍位置。專輯亦分別空降澳洲專輯榜第3位和紐西蘭專輯榜第8位，並分別獲得澳大利亚唱片业协会的白金唱片認證和新西兰唱片音乐协会的金唱片認證。在日本，專輯空降Oricon專輯榜第4位，其後獲日本唱片協會認證為金唱片。《暈炫風暴》發行首週以42,000張銷量空降英國專輯排行榜亞軍，僅次於《远离伊甸园》，其後在榜單逗留了28週。專輯獲英国唱片业协会認證為白金唱片，代表出貨量達到300,000張。專輯也分別在發行首週空降愛爾蘭和European Top 100 Albums榜冠軍。在歐洲其他地區，專輯打進奧地利、比利時、丹麥、法國、德國、希臘、意大利、葡萄牙和瑞士的專輯榜前10位。根據國際唱片業協會的資料，《暈炫風暴》為2007年全球第32暢銷專輯。截至2008年年底，專輯已經在全球範圍售出超過310萬張。

## 影響與地位
在《暈炫風暴》發行期間，斯皮爾斯在公眾場合的行為開始與她的形象產生衝突。AllMusic的史蒂芬·托馬斯·艾爾維恩指出，斯皮爾斯一直依賴著她「精心打造的性感鄰家女孩人格」，但在《暈炫風暴》中，「這些形象被布蘭妮用傘打車、用名牌裙子擦抹油膩的手指、在舞台上打瞌睡的形象所取代，每一次新的災難都剝奪了她公眾形象中剩餘的性感」。艾爾維恩補充說，該專輯成為了「布蘭妮那迷糊酒醉時光的原聲帶，反映在小報記載的過分行為上」，並同時指出該專輯有著斯皮爾斯的公眾形象所欠缺的統一性。《滾石》的羅伯·薛菲德表示：「當她在2007年發行《暈炫風暴》時，音樂行業都在嘲笑，但他們卻在接下來幾年拼命模仿著，以至於流行電台播放的所有聽起來都像《暈炫風暴》。
《暈炫風暴》被當代評論家和歌迷稱為「流行聖經」，以表示其對音樂工業的影響，並被認為是有史以來最具影響力的專輯之一。英國歌手兼詞曲作家山姆·史密斯曾在個人Instagram上寫道：「有史以來最他媽偉大的專輯之一，不接受反駁」。《Pitchfork》的湯姆·尤因指出在〈怪物秀〉於網上洩露後，一則關於這首歌的Dubstep論壇帖文在24小時內討論達7頁，引起了各種反應，這顯示了「在主流借鑒地下音樂的同時，也將其帶入更廣泛的流行音樂詞彙中」。他還將《暈炫風暴》每首歌曲的高質素歸因於經濟原因，因為在數碼時代，其中一個影響專輯銷量的主因是線上商店對專輯的「拆分」－這使消費者更容易購買某些歌曲，而不需要購買整張專輯。尤因解釋說：「流行專輯的《左輪手槍》藍圖－每首歌曲都很出色，每首歌曲都有潛力成為熱門作品－比過往任何時候都更合理。尤其是對於能夠在快速變動的市場中保持敏銳觸覺的明星」。
多位評論家都指出斯皮爾斯聲樂經自动调谐處理的特點。尤因指《暈炫風暴》讓人們再次意識到斯皮爾斯的聲音是多麼具有辨識度，表示：「無論經過處理與否，她那獨特的南方沙啞嗓音是00年代流行音樂的定義之一」。他指出，這張專輯「是一堂關於將自動調階和聲樂處理作為錄音室使用樂器的大師課程，既在擾亂和干擾歌曲，也同時給予幫助」。在評論斯皮爾斯的〈電話〉樣本版時，《滾石》的羅伯·薛菲德將其與〈破碎的我〉進行比較：「這再次證明了布蘭妮對當前流行音樂聲音的影響有多大。人們喜歡拿布蘭妮開玩笑，有何不可呢，但假如能夠從〈電話〉證明出甚麼的話，那就是《暈炫風暴》可能是過去五年中最具影響力的流行音樂專輯」。2012年6月，《暈炫風暴》被列入搖滾名人堂的音樂圖書館和檔案館。《Dazed》稱專輯為「突變的流行經典」，並將它視為過去十年中最具影響力的專輯之一，因為它融合了嘻哈、流行、節奏藍調和電子舞曲，並進一步表示：「斯皮爾斯曾悲嘆過自己少女已過，熟女未滿...《暈炫風暴》是這場轉變到達高潮的信號。但有別於早期的史代福式的流行公主，布蘭妮以顛覆性的形象出現，並推動著瘋狂的流行音樂」。

## 歌曲列表
| 《暈炫風暴》 – 標準版 | 《暈炫風暴》 – 標準版                       | 《暈炫風暴》 – 標準版 | 《暈炫風暴》 – 標準版                                     | 《暈炫風暴》 – 標準版 |
| 曲序                  | 曲目                                        | 词曲 | 製作人                                                    | 时长                  |
| --------------------- | ------------------------------------------- | --- | --------------------------------------------------------- | --------------------- |
| 1.                    | 再危險...我也要 Gimme More                  | 納特·希爾思 （ 英语 ： Danja (record producer)） 詹姆斯·華盛頓 （ 英语 ： Jim Beanz） 凯莉·希尔森 馬塞拉·亞拉卡 （ 英语 ： Marcella Araica）                                                      | 丹賈 （ 英语 ： Danja (record producer)） 吉姆·比茨 （ 英语 ： Jim Beanz） [a] 希尔森 [a] | 4:11                  |
| 2.                    | 破碎的我 Piece of Me                        | 克里斯蒂安·卡爾森 （ 英语 ： Bloodshy & Avant） 彭圖斯·溫伯格 （ 英语 ： Bloodshy & Avant） 克拉斯·阿隆德 （ 英语 ： Klas Åhlund）                                                            | 超害羞&前衛                                               | 3:32                  |
| 3.                    | 愛情雷達 Radar                              | 卡爾森 溫伯格 亨里克·莊伯克 （ 英语 ： Henrik Jonback） 巴萊瓦·穆罕默德 （ 英语 ： The Clutch） 坎迪斯·尼爾森 （ 英语 ： The Clutch） 以西結·劉易斯 （ 英语 ： The Clutch） J·闕 （ 英语 ： Patrick "J. Que" Smith） | 超害羞&前衛 離合器 （ 英语 ： The Clutch） [b]                      | 3:49                  |
| 4.                    | 打破僵局 Break the Ice                      | 希爾思 華盛頓 希尔森 亞拉卡 | 丹賈 比茨 [a]                                             | 3:16                  |
| 5.                    | 人間天堂 Heaven on Earth                    | 邁克爾·麥克格羅蒂 （ 英语 ： Freescha） 尼克·亨廷頓 （ 英语 ： Freescha） 妮可·莫里耶 （ 英语 ： Nicole Morier）                                                                | Freescha （ 英语 ： Freescha） 凱拉·狄奧果笛                      | 4:52                  |
| 6.                    | 赤裸（我有個計劃） Get Naked (I Got a Plan) | 科爾特·艾利斯 華盛頓 希爾思 亞拉卡 奈傑爾·塔利 | 丹賈 比茨 [a]                                             | 4:45                  |
| 7.                    | 怪物秀 Freakshow                            | 布蘭妮·斯皮爾斯 卡爾森 溫伯格 莊伯克 劉易斯 J·闕                                                                                                   | 超害羞&前衛 離合器 [b]                                    | 2:55                  |
| 8.                    | 玩具大兵 Toy Soldier                        | 卡爾森 溫伯格 馬格努斯·沃爾伯特 肖恩·「The Pen」·加勒特 （ 英语 ： Sean Garrett）                                                                              | 超害羞&前衛 加勒特 [b]                                    | 3:21                  |
| 9.                    | 如冰似火 Hot as Ice                         | 法希姆·「提潘」·納札 希爾思 亞拉卡 | 丹賈 比茨 [a]                                             | 3:16                  |
| 10.                   | 喔喔寶貝 Ooh Ooh Baby                       | 斯皮爾斯 狄奧果笛 法里德·「Fredwreck」·納薩爾 （ 英语 ： Fredwreck） 埃里克·庫梅斯                                                                          | 納薩爾 狄奧果笛                                           | 3:28                  |
| 11.                   | 完美情人 Perfect Lover                      | 希爾思 華盛頓 希尔森 亞拉卡 | 丹賈 比茨 [a]                                             | 3:02                  |
| 12.                   | 憂傷止步 Why Should I Be Sad                | 法瑞尔·威廉姆斯 | 海王星                                                    | 3:10                  |
| 总时长：              | 总时长：                                    | 总时长： | 总时长：                                                  | 43:37                 |

| 《暈炫風暴》 – 數碼豪華版（附贈曲） | 《暈炫風暴》 – 數碼豪華版（附贈曲） | 《暈炫風暴》 – 數碼豪華版（附贈曲）                                                | 《暈炫風暴》 – 數碼豪華版（附贈曲）       | 《暈炫風暴》 – 數碼豪華版（附贈曲） |
| 曲序                                | 曲目                                | 词曲                                                                               | 製作人                                    | 时长                                |
| ----------------------------------- | ----------------------------------- | ---------------------------------------------------------------------------------- | ----------------------------------------- | ----------------------------------- |
| 13.                                 | Get Back                            | 艾利斯 希爾思 亞拉卡                                                               | 丹賈 艾利斯 [a]                           | 3:50                                |
| 14.                                 | Gimme More（Junkie XL Dub）         | 希爾思 華盛頓 希尔森 亞拉卡                                                        | 丹賈 比茨 [a] Junkie XL [c] 伊恩·格林 [d] | 4:58                                |
| 15.                                 | Everybody                           | J.R.·羅滕 （ 英语 ： J.R. Rotem） 伊凡·基德·博加特 安妮·蓝妮克丝 戴維·斯圖爾特 （ 英语 ： David A. Stewart） | J.R.·羅滕                                 | 3:17                                |
| 总时长：                            | 总时长：                            | 总时长：                                                                           | 总时长：                                  | 55:42                               |

| 《暈炫風暴》 – iTunes Store豪華版（附贈影片） | 《暈炫風暴》 – iTunes Store豪華版（附贈影片） | 《暈炫風暴》 – iTunes Store豪華版（附贈影片） | 《暈炫風暴》 – iTunes Store豪華版（附贈影片） | 《暈炫風暴》 – iTunes Store豪華版（附贈影片） |
| 曲序                                          | 曲目                                          | 词曲                                          | 導演                                          | 时长                                          |
| --------------------------------------------- | --------------------------------------------- | --------------------------------------------- | --------------------------------------------- | --------------------------------------------- |
| 16.                                           | Gimme More（music video）                     | 希爾思 華盛頓 希尔森 亞拉卡                   | 傑克·薩法蒂                                   | 4:01                                          |
| 总时长：                                      | 总时长：                                      | 总时长：                                      | 总时长：                                      | 59:43                                         |

| 《暈炫風暴》 – 目標獨家版（附贈曲） | 《暈炫風暴》 – 目標獨家版（附贈曲） | 《暈炫風暴》 – 目標獨家版（附贈曲） | 《暈炫風暴》 – 目標獨家版（附贈曲） | 《暈炫風暴》 – 目標獨家版（附贈曲） |
| 曲序                                | 曲目                                | 词曲                                | 製作人                              | 时长                                |
| ----------------------------------- | ----------------------------------- | ----------------------------------- | ----------------------------------- | ----------------------------------- |
| 13.                                 | Outta This World                    | 希爾思 華盛頓 希尔森 亞拉卡         | 丹賈 比茨 [a]                       | 3:45                                |
| 总时长：                            | 总时长：                            | 总时长：                            | 总时长：                            | 47:22                               |

| 《暈炫風暴》 – 日本版（附贈曲） | 《暈炫風暴》 – 日本版（附贈曲）    | 《暈炫風暴》 – 日本版（附贈曲） | 《暈炫風暴》 – 日本版（附贈曲）                             | 《暈炫風暴》 – 日本版（附贈曲） |
| 曲序                            | 曲目                               | 词曲                            | 製作人                                                      | 时长                            |
| ------------------------------- | ---------------------------------- | ------------------------------- | ----------------------------------------------------------- | ------------------------------- |
| 14.                             | Everybody                          | 羅滕 博加特 蓝妮克丝 斯圖爾特   | 羅滕                                                        | 3:17                            |
| 15.                             | Get Back                           | 艾利斯 希爾思 亞拉卡            | 丹賈 艾利斯 [a]                                             | 3:50                            |
| 16.                             | Gimme More（Paul Oakenfold Remix） | 希爾思 華盛頓 希尔森 亞拉卡     | 丹賈 比茨 [a] 保羅·歐肯佛德  [c] 伊恩·格林 [d] | 6:06                            |
| 总时长：                        | 总时长：                           | 总时长：                        | 总时长：                                                    | 60:35                           |

備註
- ^a  代表聲樂製作人
- ^b  代表聯合製作人
- ^c  代表重混人
- ^d  代表附加製作人

取樣標記
- 〈喔喔寶貝〉融合了保羅·雷溫（英语：Gary Glitter）的〈Rock and Roll（英语：Rock and Roll (Gary Glitter song)）〉節拍和海龜樂隊（英语：The Turtles）的〈Happy Together（英语：Happy Together (song)）〉旋律
- 〈Everybody〉取樣自由安妮·蓝妮克丝和戴維·斯圖爾特（英语：David A. Stewart）創作的〈Sweet Dreams (Are Made of This)（英语：Sweet Dreams (Are Made of This)）〉

## 製作名單
資料來自《暈炫風暴》的專輯內頁。
- 克拉斯·阿隆德（英语：Klas Åhlund） – 電貝斯（曲目2）
- 馬塞拉·「拉戈小姐」·亞拉卡（英语：Marcella Araica） – 編程（曲目1、4與6）、工程、混音（曲目1、4、6、9與11）
- 吉姆·比茨（英语：Jim Beanz） – 背景和聲（曲目1、4、9與11）、聲樂製作（曲目1、4、6、9與11）
- 超害羞&前衛（英语：Bloodshy & Avant） – 電貝斯、工程、結他、鍵盤、製作、編程（曲目2、3、7與8）
- 科比·「四分衛」·布朗 – 許可
- 米格爾·布斯塔曼特 – 混音協助（曲目9）
- 吉姆·卡拉納 – 工程（曲目3與7）
- 蘿蘋·卡爾松 – 背景和聲（曲目2）
- 離合器（英语：The Clutch） – 工程、製作（曲目3與7）
- 埃里克·庫梅斯 – 電貝斯、結他（曲目10）
- 湯姆·柯尼 – 母帶處理（全曲目）
- 丹賈（英语：Danja (record producer)） – 製作（曲目1、4、6、9與11）
- 凱拉·狄奧果笛 – 背景和聲（曲目10）、製作、聲樂製作（曲目5）
- 科爾特·「作家」·埃利斯 – 背景和聲（曲目6）
- 達蒙·埃利斯 – 許可
- 戴維·M·埃利希 – 製作協調（曲目1、4、6、9與11）
- 迪瓦恩·埃文斯 – 數位效果、Pro Tools編輯（曲目6）
- 邁克·埃文斯 – 製作協調（曲目1、4、6、9與11）
- 尼克拉斯·弗萊克特 – 混音（曲目2、3、7與8）
- Freescha（英语：Freescha） – 工程、伴奏、製作（曲目8）
- 肖恩·「The Pen」·加勒特（英语：Sean Garrett） – 背景和聲、製作（曲目8）
- 布賴恩·加藤 – 工程（曲目12）
- 哈特·岡瑟 – 工程協助（曲目12）
- 馬克·格雷 – 工程協助（曲目4）
- 傑里·海登 – 藝術指導、設計
- 凯莉·希尔森 – 背景和聲（曲目1、4與11）、聲樂製作（曲目1）
- 麥克·霍基 – 工程、混音協助（曲目10）
- 查德·雨果（英语：Chad Hugo） – 混音、製作（曲目12）
- 理查德·「西格爾」·胡雷迪亞 – 工程（曲目10）
- 卡拉·哈欽森 – 鬆巴製作協調
- 麗莎·亞奇諾 – 美甲
- 亨里克·莊伯克（英语：Henrik Jonback） – 電貝斯（曲目7）、結他（曲目2、3與7）
- 瑞安·甘迺迪 – 工程協助（曲目12）
- 艾齊基爾·劉易斯 – 背景和聲（曲目7）
- 托尼·瑪莎拉蒂（英语：Tony Maserati） – 混音（曲目5與10）
- 麥克史諾樂團（英语：Miike Snow） – 工程協助（曲目9與11）、混音協助（曲目1、4、6、9與11）
- 傑夫·莫納奇諾 – 許可
- 妮可·莫里耶（英语：Nicole Morier） – 背景和聲（曲目5）
- 弗農·芒戈 – 工程（曲目8）
- 傑基·墨菲 – 藝術指導、設計
- 格倫·納卡薩科 – 藝術指導、設計
- 法里德·「Fredwreck」·納薩爾（英语：Fredwreck） – 結他、鍵盤、製作（曲目10）
- 坎迪斯·尼爾森 – 背景和聲（曲目3與7）
- 布萊恩·帕圖拉爾斯基 – 工程（曲目10）、聲樂工程（曲目5）
- 珍妮·普林斯 – A&R協調
- 南希·洛夫 – A&R管理
- 大衛·施密特 – 許可
- 羅伯·斯基普沃斯 – 工程協助（曲目8）
- 布蘭妮·斯皮爾斯 – 執行製作、聲樂（全曲目）
- Supa Engineer Duro – 混音（曲目12）
- 提潘 – 編曲、背景和聲（曲目9）
- 羅恩·泰勒 – 編輯（曲目1、4、6、9與11）
- 法蘭西絲卡·托洛特 – 化妝
- 瓦倫特 – 工程協助（曲目1）
- 克里斯汀·瓦洛 – 道具造型
- 埃倫·馮·昂沃絲（英语：Ellen von Unwerth） – 攝影
- 溫蒂·華格納 – 背景和聲（曲目9）
- 馬格努斯·「曼戈」·沃爾伯特 – 附加編程（曲目8）
- 特蕾莎·拉巴貝拉·懷特斯（英语：Teresa LaBarbera Whites） – A&R
- 法瑞尔·威廉姆斯 – 背景和聲、製作（曲目12）
- 帕蒂·威爾遜 – 造型
- 喬丹·「DJ Swivel」·楊（英语：DJ Swivel） – 附加工程、混音協助（曲目12）

## 榜單排名
| 榜單（2007年－2008年）                    | 最高 位置 |
| ----------------------------------------- | --------- |
| 阿根廷（CAPIF專輯榜）                     | 9         |
| 澳大利亞（ARIA專輯榜）                    | 3         |
| 澳大利亞（ARIA舞曲專輯榜）                | 1         |
| 奧地利（奧地利Ö3專輯榜）                  | 6         |
| 比利時法蘭德斯（Ultratop專輯榜）          | 17        |
| 比利時瓦隆（Ultratop專輯榜）              | 6         |
| 巴西（ABPD專輯榜）                        | 3         |
| 加拿大（《告示牌》Canadian Albums Chart） | 1         |
| 克羅地亞（HDU專輯榜）                     | 48        |
| 捷克（ČNS IFPI專輯榜）                    | 27        |
| 丹麥（Hitlisten專輯榜）                   | 6         |
| 荷蘭（MegaCharts專輯榜）                  | 14        |
| 歐洲（《Billboard》百強專輯榜）           | 1         |
| 芬蘭（Suomen virallinen lista專輯榜）     | 22        |
| 法國（SNEP專輯榜）                        | 2         |
| 德國（Offizielle Top 100專輯榜）          | 10        |
| 希臘（IFPI專輯榜）                        | 3         |
| 匈牙利（MAHASZ專輯榜）                    | 24        |
| 愛爾蘭（IRMA專輯榜）                      | 1         |
| 義大利（FIMI專輯榜）                      | 6         |
| 日本（Oricon專輯榜）                      | 4         |
| 墨西哥（Top 100 Mexico專輯榜）            | 2         |
| 紐西蘭（RMNZ專輯榜）                      | 8         |
| 挪威（VG-lista專輯榜）                    | 12        |
| 波蘭（ZPAV專輯榜）                        | 24        |
| 葡萄牙（AFP專輯榜）                       | 10        |
| 蘇格蘭（OCC專輯榜）                       | 3         |
| 西班牙（PROMUSICAE專輯榜）                | 11        |
| 瑞典（Sverigetopplistan專輯榜）           | 11        |
| 瑞士（Schweizer Hitparade專輯榜）         | 4         |
| 英國（OCC專輯榜）                         | 2         |
| 烏拉圭（CUD專輯榜）                       | 7         |
| 美国（《告示牌》200）                     | 2         |

| 榜單（2007年）                 | 位置 |
| ------------------------------ | ---- |
| 澳大利亞（ARIA專輯榜）         | 56   |
| 澳大利亞（ARIA舞曲專輯榜）     | 5    |
| 比利時瓦隆（Ultratop專輯榜）   | 97   |
| 法國（SNEP專輯榜）             | 138  |
| 墨西哥（Top 100 Mexico專輯榜） | 87   |
| 俄羅斯（2M專輯榜）             | 4    |
| 英國（OCC專輯榜）              | 130  |
| 美國（Billboard 200）          | 138  |
| 全球（IFPI專輯榜）             | 32   |

| 榜單（2008年）             | 位置 |
| -------------------------- | ---- |
| 澳大利亞（ARIA專輯榜）     | 83   |
| 澳大利亞（ARIA舞曲專輯榜） | 10   |
| 俄羅斯（2M專輯榜）         | 1    |
| 英國（OCC專輯榜）          | 110  |
| 美國（Billboard 200）      | 85   |

## 認證與銷量
| 地區                                  | 认证    | 认证单位/销量 |
| ------------------------------------- | ------- | ------------- |
| 澳大利亚（澳大利亚唱片业协会）        | 白金    | 70,000^       |
| 比利时（比利時唱片音樂協會）          | 金      | 15,000*       |
| 巴西（巴西唱片業協會）                | 金      | 30,000*       |
| 加拿大（加拿大音乐协会）              | 白金    | 100,000^      |
| 法国（法國唱片出版業公會）            | 金      | 75,000*       |
| 匈牙利（匈牙利录音制品制作者协会）    | 金      | 3,000^        |
| 爱尔兰（愛爾蘭唱片音樂協會）          | 白金    | 15,000^       |
| Italy                                 | —       | 40,000*       |
| 日本（日本唱片協會）                  | 金      | 100,000^      |
| 新西兰（新西兰唱片音乐协会）          | 金      | 7,500^        |
| 挪威                                  | —       | 8,200         |
| 俄罗斯（全國唱片業製造者聯合會）      | 3× 白金 | 60,000*       |
| 南韓                                  | —       | 7,464         |
| 英国（英国唱片业协会）                | 白金    | 300,000^      |
| 美国（美國唱片業協會）                | 白金    | 1,000,000^    |
| 總計                                  |         |               |
| 全球                                  | —       | 3,100,000     |
| *僅含認證的實際銷量 ^僅含認證的出貨量 |         |               |

## 發行歷史
| 地區   | 日期           | 版本          | 形式                                       | 廠牌     | 來源                    |
| ------ | -------------- | ------------- | ------------------------------------------ | -------- | ----------------------- |
| 西班牙 | 2007年10月25日 | 標準版 豪華版 | CD 線上下載                                | 索尼BMG  | [ 198 ] [ 199 ]         |
| 德國   | 2007年10月26日 | 標準版 豪華版 | CD 線上下載                                | 索尼BMG  | [ 200 ] [ 201 ]         |
| 意大利 | 2007年10月26日 | 標準版 豪華版 | CD 線上下載                                | 索尼BMG  | [ 202 ] [ 203 ] [ 204 ] |
| 澳洲   | 2007年10月27日 | 標準版        | CD                                         | 索尼BMG  | [ 205 ]                 |
| 法國   | 2007年10月29日 | 標準版 豪華版 | CD 線上下載                                | Jive     | [ 206 ] [ 207 ] [ 208 ] |
| 波蘭   | 2007年10月29日 | 標準版        | CD                                         | 索尼BMG  | [ 209 ]                 |
| 英國   | 2007年10月29日 | 標準版        | CD                                         | RCA      | [ 210 ]                 |
| 加拿大 | 2007年10月30日 | 標準版        | CD 線上下載                                | 索尼BMG  | [ 211 ] [ 212 ]         |
| 美國   | 2007年10月30日 | 標準版 豪華版 | CD 線上下載                                | Jive     | [ 213 ] [ 214 ] [ 215 ] |
| 丹麥   | 2007年10月31日 | 標準版        | CD                                         | 索尼BMG  | [ 216 ]                 |
| 瑞典   | 2007年10月31日 | 標準版        | CD                                         | 索尼BMG  | [ 217 ]                 |
| 美國   | 2007年11月13日 | 目標獨家版    | CD                                         | Jive     | [ 218 ]                 |
| 日本   | 2007年11月14日 | 標準版        | CD                                         | 日本BMG  | [ 219 ]                 |
| 美國   | 2019年10月25日 | 標準版        | 黑白漩渦膠唱片 （Urban Outfitters獨家版）  | 遺贈     | [ 220 ]                 |
| 美國   | 2020年4月13日  | 標準版        | 透明膠唱片（Urban Outfitters獨家版）       | 遺贈     | [ 221 ]                 |
| 美國   | 2020年8月31日  | 標準版        | 黑黃紅潑濺膠唱片（Urban Outfitters獨家版） | 遺贈     | [ 222 ]                 |
| 美國   | 2020年10月16日 | 標準版        | 卡式录音带（Urban Outfitters獨家版）       | 遺贈     | [ 223 ]                 |
| 美國   | 2023年3月31日  | 標準版        | 黑膠唱片                                   | 遺贈     | [ 224 ]                 |
| 澳洲   | 2023年4月28日  | 標準版        | 不透明橙膠唱片                             | 索尼音樂 | [ 225 ]                 |
| 德國   | 2023年4月28日  | 標準版        | 不透明橙膠唱片                             | 索尼音樂 | [ 226 ]                 |
| 波蘭   | 2023年4月28日  | 標準版        | 不透明橙膠唱片                             | 索尼音樂 | [ 227 ]                 |
| 英國   | 2023年4月28日  | 標準版        | 不透明橙膠唱片                             | 索尼音樂 | [ 228 ]                 |

## 歌詞原文
1. ↑  原文：「It's Britney, Bitch」
2. ↑  原文：「Cameras are flashin' while we're dirty dancin' / They keep watchin', keep watchin'」
3. ↑  原文：「It's been a while / I know I shouldn't have kept you waiting / But I'm here now」
4. ↑  原文：「Make them other chicks so mad / I'm 'bout to shake my ass / Snatch that boy so fast」
5. ↑  原文：「I'm just a girl with the ability to drive a man crazy / Make him call me 'mama', make him my new baby」
6. ↑  原文：「Touch me and I come alive / I can feel you on my lips / I can feel you deep inside」
7. ↑  原文：「Tick-tock / Tick-tock / Come and get me while I'm hot」
8. ↑  原文：「I keep singing universes about you / There'll always be verses about you」

## 資料來源
1. ↑  . Entertainment Weekly. November 2003. ISSN 1049-0434.
2. ↑  . Recipe For Men. 2007-11-30  [2011-07-06]. （原始内容存档于2011-07-15）.
3. ↑  Vineyard, Jennifer. . MTV. 2004-10-16  [2022-04-27]. （原始内容存档于2022-04-27）.
4. ↑  Vineyard, Jennifer. . MTV News. 2005-01-03  [2022-04-27]. （原始内容存档于2011-06-29）.
5. 1 2  Vineyard, Jennifer. . MTV News. 2005-01-04  [2022-04-27]. （原始内容存档于2011-06-29）.
6. ↑  Newman, Melina. . Today.com. 2005-01-07  [2011-07-10]. （原始内容存档于2019-03-13）.
7. ↑  . RCA/Jive Label Group. 2005-10-18  [2010-01-04]. （原始内容存档于2005-10-25）.
8. ↑  Vineyard, Jennifer. . MTV News. 2005-09-15  [2022-04-27]. （原始内容存档于2011-08-07）.
9. 1 2  Harris, Chris. . MTV News. 2006-02-17  [2022-04-27]. （原始内容存档于2011-08-05）.
10. ↑  . People. August 2011. ISSN 0093-7673.
11. ↑  Vineyard, Jennifer. . MTV News. 2006-05-09  [2022-04-27]. （原始内容存档于2011-12-19）.
12. 1 2 3  Vineyard, Jennifer. . MTV News. 2006-11-07  [2022-04-27]. （原始内容存档于2011-08-05）.
13. ↑  Vineyard, Jennifer. . MTV News. 2006-09-12  [2022-04-27]. （原始内容存档于2012-11-07）.
14. ↑  Vineyard, Jennifer. . MTV News. 2006-11-07  [2022-04-27]. （原始内容存档于2011-07-17）.
15. ↑  Hall, Sarah. . E!. 2007-07-30  [2023-02-05]. （原始内容存档于2012-10-26）.
16. ↑  . People. 2008-01-05  [2023-02-05]. （原始内容存档于2020-10-14）.
17. ↑  . Fox News. 2019-11-04  [2023-02-05] –News.com.au.
18. ↑  Vineyard, Jennifer. . MTV News. 2007-11-07  [2022-04-27]. （原始内容存档于2011-07-24）.
19. ↑  van Horn, Teri. . MTV. 2007-05-02  [2023-02-05]. （原始内容存档于2010-01-06）.
20. ↑  Hicks, Gregory. . MTV News. 2015-10-25  [2020-12-09]. （原始内容存档于2020-12-03）.
21. 1 2  Lee, Chris. . Los Angeles Times. 2006-05-17. （原始内容存档于2006-06-01）.
22. ↑  . YouTube.   [2017-02-14]. （原始内容存档于2017-02-15）.
23. 1 2 3 4 5  Vineyard, Jennifer. . MTV News. 2007-05-10  [2022-04-27]. （原始内容存档于2010-02-14）.
24. 1 2  . OK!. 2007-10-02  [2022-04-27]. （原始内容存档于2009-07-15）.
25. ↑  Kondo, Toshitaka. . Rhapsody. 2008-02-13. （原始内容存档于2008-11-04）.
26. 1 2  . Extra. 2007-10-31  [2011-08-08]. （原始内容存档于2012-04-06）.
27. ↑  Moss, Corey. . MTV News. 2006-09-18  [2022-04-27]. （原始内容存档于2011-08-05）.
28. 1 2 3  . AllHipHop. 2008-04-22  [2022-04-27]. （原始内容存档于2008-09-22）.
29. 1 2 3  Lhooq, Michelle; Myers, Owen; Tanzer, Myles. . The Fader. 2017-09-27  [2017-09-28]. （原始内容存档于2017-09-27）.
30. 1 2 3  Spears, Britney.  (CD). Jive Records. 2007.
31. 1 2  Bouwman, Kimbel. . SongQuarters. 2010-08-23  [2011-08-05]. （原始内容存档于2012-03-14）.
32. ↑  Reid, Shaheem. . MTV News. 2007-08-30  [2022-04-27]. （原始内容存档于2010-12-27）.
33. 1 2 3 4 5 6 7 8 9  Vineyard, Jennifer. . MTV News. 2007-10-12  [2022-04-27]. （原始内容存档于2010-09-21）.
34. ↑  Gradvall, Jan. . Café Magazine (Hachette Filipacchi Médias). 2008-07-16  [2010-12-29]. （原始内容存档于2011-10-05）.
35. ↑  Vena, Jocelyn. . MTV News. 2008-11-20  [2022-04-27]. （原始内容存档于2012-06-30）.
36. 1 2 3 4 5  Erlewine, Stephen Thomas. . AllMusic.   [2016-12-18]. （原始内容存档于2016-11-13）.
37. 1 2 3 4 5  Lim, Dennis. . Blender. November 2007  [2016-12-18]. ISSN 1534-0554. （原始内容存档于2007-11-12）.
38. ↑  Spanos, Brittany. . Rolling Stone. 2019-12-23  [2020-01-02]. （原始内容存档于2019-12-30）.
39. ↑  Sheffield, Rob. . Rolling Stone. 2017-10-30  [2020-02-26]. （原始内容存档于2020-02-03）.
40. 1 2  . Rolling Stone.   [2020-09-22]. （原始内容存档于2020-09-23）.
41. 1 2 3 4 5 6 7 8  Sanneh, Kelefa. . The New York Times. 2007-10-29  [2011-08-08]. （原始内容存档于2015-04-02）.
42. ↑  Nied, Mike. . Idolator. 2017-10-25  [2020-03-22]. （原始内容存档于2023-02-23）.
43. 1 2  Danton, Eric R. . The Hartford Courant. 2007-10-30  [2010-02-15]. （原始内容存档于2012-07-07）.
44. ↑  Levine, Nick. . Digital Spy. 2007-10-22  [2022-04-27]. （原始内容存档于2009-06-12）.
45. 1 2 3 4 5 6 7 8 9 10 11  Ewing, Tom. . Pitchfork. 2007-11-20  [2011-08-08]. （原始内容存档于2011-08-31）.
46. ↑  . Today.com. 2007-09-12  [2022-04-27]. （原始内容存档于2018-10-01）.
47. ↑  Chou, Kimberly. . The Michigan Daily. 2007-09-19  [2022-04-27]. （原始内容存档于2011-07-14）.
48. 1 2 3 4 5 6  Petridis, Alexis. . The Guardian. 2007-10-26  [2011-08-08]. （原始内容存档于2014-01-08）.
49. ↑  Arnold, Chuck. . People. 2007-09-11  [2022-04-27]. （原始内容存档于2007-10-13）.
50. 1 2 3 4  Sterdan, Darryl. . Jam!. 2007-10-26  [2011-08-13]. （原始内容存档于2012-07-10）.
51. 1 2 3 4  Maerz, Melissa. . Rolling Stone. 2007-11-15  [2022-04-27]. （原始内容存档于2011-05-28）.
52. ↑  du Lac, J. Freedom. . The Washington Post. 2007-10-30  [2022-04-27]. （原始内容存档于2012-11-13）.
53. ↑  . OK!. 2007-10-31  [2010-02-13]. （原始内容存档于2009-11-08）.
54. 1 2 3 4 5  Watson, Margeaux. . Entertainment Weekly. 2007-10-26  [2022-04-27]. （原始内容存档于2011-08-15）.
55. 1 2  . Ottawa Citizen. 2007-10-30  [2010-02-14]. （原始内容存档于2012-11-10） –Canada.com.
56. ↑  . PopCrush.   [2018-10-29]. （原始内容存档于2018-10-30）.
57. ↑  . BBC News.   [2019-01-27]. （原始内容存档于2017-12-24）.
58. ↑  . MTV News. 2007-05-10  [2022-04-27]. （原始内容存档于2011-07-18）.
59. ↑  . Reuters. 2007-10-06  [2011-08-05]. （原始内容存档于2013-07-04）.
60. 1 2  Kaufman, Gil. . MTV News. 2007-10-30  [2022-04-27]. （原始内容存档于2010-02-10）.
61. ↑  Silverman, Stephen M. . People. 2007-10-12  [2022-04-27]. （原始内容存档于2011-05-21）.
62. 1 2  Schiller, Mike. . PopMatters. 2007-10-29  [2022-04-27]. （原始内容存档于2011-09-06）.
63. ↑  Harris, Chris. . MTV News. 2007-09-06  [2022-04-27]. （原始内容存档于2010-03-04）.
64. ↑  . The Times. 2007-09-10  [2022-04-27]. （原始内容存档于2011-05-17）.
65. ↑  Kaufman, Gil. . MTV News. 2007-09-10  [2022-04-27]. （原始内容存档于2013-10-21）.
66. ↑  Menon, Vinay. . Toronto Star. 2007-09-11  [2022-04-27]. （原始内容存档于2011-06-06）.
67. ↑  Willis, David. . BBC Online. 2007-09-10  [2010-02-24]. （原始内容存档于2018-10-16）.
68. ↑  . MTV News. 2007-10-10  [2022-04-27]. （原始内容存档于2010-03-26）.
69. ↑  . MTV News. 2007-10-11  [2022-04-27]. （原始内容存档于2010-12-20）.
70. ↑  . Citizen Media Law Project. 2007-10-24  [2011-09-07]. （原始内容存档于2012-03-30）.
71. ↑  Vineyard, Jennifer. . MTV News. 2007-11-29  [2022-04-27]. （原始内容存档于2009-08-11）.
72. ↑  . Billboard. 2007-10-13  [2022-04-27]. （原始内容存档于2013-05-23）.
73. ↑  . Billboard. 2007-09-22  [2010-02-23]. （原始内容存档于2011-09-22） –acharts.us.
74. ↑  . Ultratop 50. 2007  [2022-04-27]. （原始内容存档于2021-10-13）.
75. ↑  Parsley, Aaron. . People. 2007-10-04  [2022-04-27]. （原始内容存档于2010-04-20）.
76. ↑  Leeds, Jeff. . The New York Times. 2007-09-13  [2010-02-23]. （原始内容存档于2013-06-03）.
77. ↑  Bain, Becky. . Idolator. 2011-07-18  [2011-07-18]. （原始内容存档于2021-04-29）.
78. 1 2  Robinson, Peter. . The Observer. 2007-11-11  [2011-08-08]. （原始内容存档于2015-12-22）.
79. ↑  . Rolling Stone. 2007. ISSN 0035-791X.
80. ↑  . Ultratop 50. 2008  [2010-02-10]. （原始内容存档于2008-12-26）.
81. ↑  . Billboard.   [2010-02-10]. （原始内容存档于2010-05-19）.
82. ↑  Vena, Jocelyn; Elias, Matt. . MTV News. 2009-11-23  [2022-04-27]. （原始内容存档于2010-02-09）.
83. ↑  . The Daily Telegraph. 2007-12-17  [2010-02-10]. （原始内容存档于2012-09-02）.
84. ↑  . MTV. 2008-09-07  [2010-02-10]. （原始内容存档于2009-12-14）.
85. ↑  . Ultratop 50. 2008  [2010-02-06]. （原始内容存档于2008-06-20）.
86. ↑  . Billboard.   [2010-02-06]. （原始内容存档于2010-05-19）.
87. ↑  Kreps, Daniel. . Rolling Stone. 2008-03-12. ISSN 0035-791X.
88. ↑  . Singles Top 100.   [2023-02-06]. （原始内容存档于2023-02-06）.
89. ↑  . Digital Spy. 2009-06-27  [2022-04-27]. （原始内容存档于2011-09-21）.
90. ↑  . BritneySpears.com. 2007-05-07  [2009-11-24]. （原始内容存档于2009-05-11）.
91. ↑  . Billboard.   [2023-02-06]. （原始内容存档于2020-06-27）.
92. 1 2  . Metacritic.   [2011-08-08]. （原始内容存档于2011-10-20）.
93. ↑  Battaglia, Andy. . The A.V. Club. 2007-11-13  [2023-02-26]. （原始内容存档于2011-04-05）.
94. 1 2  Christgau, Robert. . MSN Music. October 2007  [2011-08-08]. （原始内容存档于2011-08-05）.
95. 1 2  . NME. 2007-11-09  [2022-04-27]. （原始内容存档于2008-02-17）.
96. 1 2  Cinquemani, Sal. . Slant Magazine. 2007-10-23  [2022-04-27]. （原始内容存档于2011-08-08）.
97. ↑  Sylvia, Dave de. . Sputnikmusic. 2007-10-30  [2023-02-26]. （原始内容存档于2023-04-11）.
98. ↑  Battaglia, Andy. . The A.V. Club. The Onion. 2007-11-13  [2022-04-27]. （原始内容存档于2011-04-05）.
99. ↑  Dean, Ellee. . The Phoenix. 2007-11-06  [2022-04-27]. （原始内容存档于2015-07-01）.
100. ↑  Sheffield, Rob. . Rolling Stone. 2013-11-26  [2022-04-27]. （原始内容存档于2013-12-05）.
101. ↑  Kheraj, Alim. . Dazed. 2017-10-26  [2020-12-08]. （原始内容存档于2020-07-26）.
102. ↑  Armstrong, Jennifer Keishin. . Billboard. 2017-10-25  [2023-02-07]. （原始内容存档于2023-02-07）.
103. ↑  Manders, Hayden. . Nylon. 2017-10-25  [2023-02-07]. （原始内容存档于2023-02-07）.
104. ↑  Garland, Emma; Haidari, Niloufar; Kheraj, Alim; Medford, Grace; O'Neill, Lauren; Tamanna, Yusuf. . Vice. 2017-10-25  [2023-02-07]. （原始内容存档于2023-02-07）.
105. ↑  Soutar, Elise. . PopMatters. 2022-10-28  [2023-02-07]. （原始内容存档于2023-02-07）.
106. ↑  Dadds, Kimberly. . Digital Spy. 2008-01-28  [2011-08-16]. （原始内容存档于2012-10-25）.
107. ↑  . MTV.   [2017-10-12]. （原始内容存档于2015-11-04）.
108. ↑  Lyons, Ben; Sutherland, Laura. . Daily Record. 2008-11-07  [2011-08-16]. （原始内容存档于2012-03-01）.
109. ↑  . 2007-12-01  [2011-08-30]. （原始内容存档于2008-01-09）.
110. ↑  . The Guardian.   [2017-12-03]. （原始内容存档于2017-12-03）.
111. ↑  . The Observer. 2007-12-09  [2017-12-03]. （原始内容存档于2007-12-23）.
112. ↑  . Rolling Stone. 2007-12-01  [2017-12-03]. （原始内容存档于2017-05-20）.
113. ↑  . Slant. 2007-12-01  [2022-04-27]. （原始内容存档于2008-01-07）.
114. ↑  . Rock's Backpages.   [2017-12-03]. （原始内容存档于2017-12-03）.
115. ↑  . Rolling Stone. 2009-12-08  [2022-04-27]. （原始内容存档于2010-01-05）.
116. ↑  . The Times (News Corporation). 2009-11-21. ISSN 0140-0460.
117. ↑  . The Guardian.   [2016-03-07]. （原始内容存档于2015-08-18）.
118. ↑  Petridis, Alexis. . The Guardian. 2019-09-13  [2020-09-24]. （原始内容存档于2019-09-13）.
119. ↑  Harris, Chris. . MTV News. 2007-11-01  [2022-04-27]. （原始内容存档于2010-02-10）.
120. ↑  Kaufman, Gil. . MTV News. 2007-11-07  [2022-04-27]. （原始内容存档于2011-05-07）.
121. 1 2  . PR Newswire. 2007-11-08  [2011-08-19]. （原始内容存档于2012-06-20）.
122. ↑  Montgomery, James. . MTV News. 2008-12-10  [2022-04-27]. （原始内容存档于2008-12-11）.
123. 1 2  "Britney Spears Chart History (Billboard 200)". Billboard.  Retrieved 2016-12-21.
124. ↑  Trust, Gary. . Billboard. 2015-03-24  [2022-04-27]. （原始内容存档于2018-06-20）.
125. ↑  Williams, Johns. . Jam!. 2007-11-07  [2011-08-19]. （原始内容存档于2012-07-09）.
126. ↑  . Canadian Recording Industry Association. November 2007  [2011-08-19]. （原始内容存档于2010-10-19）.
127. 1 2  . Mexican Charts.   [2011-08-31]. （原始内容存档于2012-04-26）.
128. 1 2  "Britney Spears – Blackout" (in Dutch). Ultratop.be. Hung Medien.
129. 1 2   (PDF). Australian Recording Industry Association.   [2013-11-16] （英语）.
130. 1 2  . Recorded Music NZ.   [2013-11-16] （英语）.
131. 1 2   [Blackout | Britney Spears]. Oricon.   [2016-12-21]. （原始内容存档于2016-12-21）.
132. 1 2  . Recording Industry Association of Japan.   [2013-11-16] （日语）. 在下拉菜单选择“2007年11月”
133. 1 2 3 4  Lars, Brandle. . Billboard. 2007-11-08  [2022-04-27]. （原始内容存档于2016-12-24）.
134. 1 2  "Britney Spears | Artist | Official Charts". Official Charts Company.
135. 1 2  . British Phonographic Industry.   [2020-10-30] （英语）.
136. 1 2  "GFK Chart-Track". Chart-Track.co.uk. GFK Chart-Track. IRMA.
137. 1 2   (PDF). International Federation of the Phonographic Industry.   [2016-12-21]. （原始内容 (PDF)存档于2009-05-30）.
138. 1 2  Petridis, Alexis. . The Guardian. 2008-11-28  [2022-04-27]. （原始内容存档于2013-07-22）.
139. ↑  . Rolling Stone.   [2019-01-15]. （原始内容存档于2021-12-28）.
140. ↑  Sheffield, Rob. . Rolling Stone. 2016-08-26  [2021-01-05]. （原始内容存档于2019-07-29）.
141. ↑  . Breathe Heavy. 2018-04-09  [2021-01-05]. （原始内容存档于2020-07-10）.
142. 1 2  Sheffield, Rob. . Today. 2010-05-11  [2011-08-30]. （原始内容存档于2012-10-05）.
143. ↑  . Rock and Roll Hall of Fame.   [2014-09-02]. （原始内容存档于2013-02-01）.
144. ↑  . Dazed. 2017-10-26  [2019-01-15]. （原始内容存档于2020-07-26）.
145. ↑  . Deezer. 2007-10-25  [2020-05-28]. （原始内容存档于2021-04-24）.
146. ↑  . iTunes.   [2020-05-28]. （原始内容存档于2021-02-13）.
147. ↑  Spears, Britney.  (Target edition liner notes). Jive Records. 2007. PID 88697 19127 2.
148. ↑  Spears, Britney.  (Japan edition liner notes). Jive Records. 2007. PID 88697 18255 2.
149. ↑   (PDF). Billboard.   [2023-04-21]. （原始内容存档 (PDF)于2021-03-23）.
150. ↑  "Britney Spears – Blackout". Australiancharts.com. Hung Medien.
151. ↑   (PDF). ARIA Charts. 2007-11-05, (922): 17  [2016-12-21]. （原始内容 (PDF)存档于2007-11-19）.
152. ↑  "Britney Spears - Blackout" (in German). Austriancharts.at. Hung Medien.
153. ↑  "Britney Spears – Blackout" (in French). Ultratop.be. Hung Medien.
154. ↑   (PDF). Billboard.   [2015-08-18]. （原始内容存档 (PDF)于2021-01-25）.
155. ↑  "Britney Spears Chart History (Canadian Albums)". Billboard.  Retrieved 2016-12-21.
156. ↑   (PDF). Hrvatska diskografska udruga.   [2016-12-21]. （原始内容存档于2006-08-20）.
157. ↑  "Top 50 Prodejní". Czech Albums. ČNS IFPI. Note: On the chart page, select 200745 on the field besides the word "Zobrazit", and then click over the word to retrieve the correct chart data.
158. ↑  "Danishcharts.dk – Britney Spears – Blackout". Hung Medien.  Retrieved 2016-12-21.
159. ↑  "Britney Spears – Blackout" (in Dutch). Dutchcharts.nl. Hung Medien.
160. ↑  "Britney Spears: Blackout" (in Finnish). Musiikkituottajat.  Retrieved 2016-12-21.
161. ↑  "Britney Spears – Blackout". Lescharts.com. Hung Medien.
162. ↑  "Offiziellecharts.de – Britney Spears – Blackout" (in German). GfK Entertainment Charts.
163. ↑   (PDF). Billboard.   [2015-08-18]. （原始内容存档 (PDF)于2021-01-21）.
164. ↑  "Archívum – Slágerlisták – MAHASZ – Magyar Hangfelvétel-kiadók Szövetsége". Mahasz.hu. LightMedia.
165. ↑  "Britney Spears – Blackout". Italiancharts.com. Hung Medien.
166. ↑  "Charts.nz – Britney Spears – Blackout". Hung Medien.  Retrieved 2016-12-21.
167. ↑  "Britney Spears – Blackout". Norwegiancharts.com. Hung Medien.
168. ↑  "Oficjalna lista sprzedaży :: OLIS - Official Retail Sales Chart". OLiS. Polish Society of the Phonographic Industry.
169. ↑  "Britney Spears – Blackout". Portuguesecharts.com. Hung Medien.
170. ↑  "Official Scottish Albums Chart Top 100". Official Charts Company.  Retrieved 2016-12-21.
171. ↑  "Britney Spears – Blackout". Spanishcharts.com. Hung Medien.
172. ↑  "Britney Spears – Blackout". Swedishcharts.com. Hung Medien.
173. ↑  "Britney Spears – Blackout". Swisscharts.com. Hung Medien.
174. ↑  . Cámara Uruguaya de Productores de Fonogramas y Videogramas（英语：Cámara Uruguaya de Productores de Fonogramas y Videogramas）.   [2023-04-14]. （原始内容存档于2009-03-10）.
175. ↑  . Australian Recording Industry Association.   [2011-08-30]. （原始内容存档于2012-06-28）.
176. ↑  . Australian Recording Industry Association.   [2016-12-21]. （原始内容存档于2017-02-17）.
177. ↑  . Ultratop.   [2011-08-30]. （原始内容存档于2019-03-29）.
178. ↑  . Syndicat National de l'Édition Phonographique.   [2016-12-21]. （原始内容存档于2012-09-25）.
179. ↑   (PDF). Asociación Mexicana de Productores de Fonogramas y Videogramas.   [2012-04-24]. （原始内容 (PDF)存档于2010-02-15）.
180. ↑  . 2M. 2009-12-18  [2023-04-12]. （原始内容存档于2009-12-18）.
181. ↑   (PDF). UKChartsPlus（英语：UKChartsPlus）: 4.   [2022-04-27]. （原始内容存档 (PDF)于2022-04-01）.
182. ↑  . Billboard.   [2016-12-21]. （原始内容存档于2015-02-28）.
183. ↑  . Australian Recording Industry Association.   [2022-04-27]. （原始内容存档于2022-01-21）.
184. ↑  . Australian Recording Industry Association.   [2016-12-21]. （原始内容存档于2012-03-20）.
185. ↑  . 2M. 2009-12-18  [2023-04-12]. （原始内容存档于2009-12-18）.
186. ↑   (PDF). UKChartsPlus: 7.   [2011-08-30]. （原始内容存档 (PDF)于2009-03-27）.
187. ↑  . Billboard.   [2016-12-21]. （原始内容存档于2019-04-13）.
188. ↑  . Ultratop. Hung Medien.   [2013-11-16] （荷兰语）.
189. ↑  . Pro-Música Brasil.   [2013-11-16] （葡萄牙语）.
190. ↑  . Music Canada.   [2013-11-16] （英语）.
191. ↑  . Syndicat National de l'Édition Phonographique.   [2013-11-16] （法语）.
192. ↑  . MAHASZ.   [2013-11-16] （匈牙利语）.
193. ↑  . Irish Recorded Music Association.   [2013-11-16] （英语）.
194. ↑  Elstad, Lotta; Øyvind, Amp. . Dagens Næringsliv（英语：Dagens Næringsliv）. 2008-03-14  [2023-06-03]. （原始内容存档于2023-06-07）.
195. ↑  . National Federation of Phonogram Producers (NFPF).   [2022-08-19] （俄语）.
196. ↑  . Recording Industry Association Of Korea. （原始内容存档于2004-09-23）.
197. ↑  . Recording Industry Association of America.   [2013-11-16] （英语）.
198. ↑  . amazon.es. Sony Music. 2007-10-25  [2017-09-19]. （原始内容存档于2021-04-29）.
199. ↑  . amazon.es.   [2016-11-29]. （原始内容存档于2017-10-13）.
200. ↑  . amazon.de. Zomba (Sony Music).   [2016-11-29]. （原始内容存档于2021-04-29）.
201. ↑  . Amazon Germany.   [2017-08-30]. （原始内容存档于2017-10-13）.
202. ↑  . Jive.   [2016-11-29]. （原始内容存档于2021-04-29）.
203. ↑  . amazon.it.   [2016-11-29]. （原始内容存档于2017-10-13）.
204. ↑  . Apple Music Italy. 2007-10-30  [2022-04-27]. （原始内容存档于2017-11-25）.
205. ↑  . JB Hi-Fi（英语：JB Hi-Fi）.   [2015-11-17]. （原始内容存档于2015-11-18）.
206. ↑  . Amazon France. Jive. 2007-10-29  [2016-11-29]. （原始内容存档于2021-04-29）.
207. ↑  .   [2016-11-29]. （原始内容存档于2017-10-13）.
208. ↑  . Apple Music France. 2007-10-30  [2022-04-27]. （原始内容存档于2017-10-13）.
209. ↑  . Empik.   [2015-11-17]. （原始内容存档于2015-11-18）.
210. ↑  . Amazon.co.uk. 2007-10-29  [2017-08-30]. （原始内容存档于2021-04-29） –Amazon.
211. ↑  . Amazon.ca. 2007-10-30  [2017-09-19]. （原始内容存档于2021-04-29） –Amazon.
212. ↑  . Apple Music Canada. 2007-10-30  [2022-04-27]. （原始内容存档于2017-10-13）.
213. ↑  . Amazon.   [2016-11-29]. （原始内容存档于2017-02-02）.
214. ↑  . SBME SPECIAL MKTS. 2013-04-01  [2016-11-29]. （原始内容存档于2021-04-29）.
215. ↑  . Apple Music. 2007-10-30  [2022-04-27]. （原始内容存档于2017-10-13）.
216. ↑  . CDON Denmark.   [2015-11-17]. （原始内容存档于2015-11-18）.
217. ↑  . CDON Sweden.   [2015-11-17]. （原始内容存档于2015-06-26）.
218. ↑  Miller, Jordan. . Breathe Heavy. 2007-11-10  [2017-10-12]. （原始内容存档于2017-10-13）.
219. ↑  . Amazon.co.jp.   [2017-09-19]. （原始内容存档于2021-04-29） –Amazon.
220. ↑  . Urban Outfitters.   [2023-02-07]. （原始内容存档于2022-03-06）.
221. ↑  . Amazon.   [2023-02-07]. （原始内容存档于2023-02-23）.
222. ↑  . Urban Outfitters.   [2023-02-07]. （原始内容存档于2022-03-06）.
223. ↑  . Urban Outfitters.   [2023-02-07]. （原始内容存档于2022-03-06）.
224. ↑  . Record Store Day.   [2023-02-09]. （原始内容存档于2023-02-09）.
225. ↑  . Australia: JB Hi-Fi（英语：JB Hi-Fi）.   [2023-02-10]. （原始内容存档于2023-02-10）.
226. ↑  . Germany: jpc（英语：jpc (retailer)）.   [2023-02-09]. （原始内容存档于2023-02-23）.
227. ↑  Spears, Britney. . empik（英语：empik）.com. 2023-04-28  [2023-03-06]. （原始内容存档于2023-03-06）.
228. ↑  . United Kingdom: Assai Records.   [2023-02-10]. （原始内容存档于2023-02-10）.

## 延伸閱讀
- Hicks, Gregory. . MTV News. 2015-10-25  [2023-02-07]. （原始内容存档于2023-02-07）.
- Marraccini, Mark J. . Albumism. 2022-10-22  [2023-02-07]. （原始内容存档于2023-02-07）.
- Real, Evan. . In Touch Weekly（英语：In Touch Weekly）. 2018-04-03  [2023-02-07]. （原始内容存档于2023-02-07）.
- Smith, Courtney E. . Refinery29（英语：Refinery29）. 2017-10-30  [2023-02-07]. （原始内容存档于2023-02-07）.

## 外部連結
- Metacritic上的《暈炫風暴》 （页面存档备份，存于）
- 官方網站 （页面存档备份，存于）